# Geissanthus goudotianus
Geissanthus goudotianus är en viveväxtart som beskrevs av Carl Christian Mez. Geissanthus goudotianus ingår i släktet Geissanthus och familjen viveväxter. Inga underarter finns listade i Catalogue of Life.